# Sassacus vitis
Sassacus vitis är en spindelart som först beskrevs av Theodore Dru Alison Cockerell 1894.  Sassacus vitis ingår i släktet Sassacus och familjen hoppspindlar. Inga underarter finns listade i Catalogue of Life.